# 大阪鉄道デニ500形電車
大阪鉄道デニ500形電車（おおさかてつどうデニ500がたでんしゃ）は、近畿日本鉄道（近鉄）南大阪線などの前身となる大阪鉄道（大鉄）が、1928年から製造した大型電車である。1930年までに派生形式も含めて60両が田中車輛と川崎車輌で製造された。
日本の電車としては初めて20m級の超大型車体を採用し、その後の国鉄・私鉄における電車大型化の範となった。

## 概要
大鉄は1923年に大阪天王寺駅（現・大阪阿部野橋駅）までの路線を完成させて大阪市内乗り入れを達成した後、今度は橿原神宮・吉野への連絡を計画した。そして1924年に畝傍駅－久米寺駅（現・橿原神宮前駅）－吉野駅の間を開通させていた吉野鉄道（現・近鉄吉野線、畝傍駅－久米寺駅間は1952年廃止）との直通運転をもくろみ、1929年に久米寺駅までの延伸を果たす。これによる吉野鉄道との直通運転を考慮して製造されたのが、デニ500形であった。
「デ」は「電動車」の「デ」、「ニ」は大鉄でデイ1形から数えて4番目の電車形式となることから、いろは順4番目の文字「に」をとったものであり、荷物室の意味ではない。因みにデニ500形には荷物室は設置されていない。
1928年に電動車のデニ501形が35両、制御車のフィ601形が15両製造され、更に1929年から1930年に荷物室を備えたデホニ551形が7両、郵便室を備えたデホユ561形が3両増備、総数60両となった。しかしこの意欲的な大量増備は、結果として輸送力過大で過剰な設備投資となり、路線延長共々大鉄の経営を圧迫することになった。

### 諸元
輸送力確保を狙って大型化を図り、電車としては日本初の20m級車体を採用した。前年の1927年に製造された19m車の新京阪鉄道P-6形電車を上回る大型で、やはり20m級の南海鉄道301系電車（1929年）、参宮急行電鉄2200系電車（1930年）などに先駆けるものであった。20mの大型車体は、国鉄（鉄道省）では1931年の横須賀線用32系電車の付随車以降、電車の標準サイズとなり、第二次世界大戦後には大手私鉄でも広く用いられるようになった。

#### 車体
日本初の20m級電車ということから、車体は強度・剛性の確保を図って、魚腹形の重い台枠上に、リベットを用いて頑丈に組み立てられていた。
しかしその外見はあか抜けないこと甚だしく、ごく浅い丸屋根、狭い幕板に天地のごくごく小さな二段窓、そして窓位置が高い分極端に広くなった腰板、というアンバランスな組み合わせに床の高さも手伝って、極めて腰高に見えた。しかもそのような形態で極度に長い20m車体であったことから、鈍重に間延びした印象をも与えた。あまりの武骨さのため、当時の鉄道愛好者たちから「野武士のような車両」と評されたほどである。加えて登場時は両運転台のうち片側のみが非貫通3枚窓で、正面窓下の異常に巨大な車両番号表示、アンチクライマーの装備なども相まって、非常にマッシブでインパクトの強い形態になっていた。主力車のデニは2扉である。
扉間にはシートピッチ1,800mmの広々とした固定クロスシートを設置するなど、大阪阿部野橋駅－吉野駅間68.5kmを走破するに相応しい内装を備えた。

#### 主要機器
電装系は大鉄の在来電車同様ウエスティングハウス系で、狭軌用ながら当時としては強力な170馬力級モーターであるウェスティングハウス・エレクトリック(WH)社製WH-586-JP-5を4基搭載、これを同じくWH社の設計によるALF形単位スイッチ式自動加速制御器で制御した。ブレーキはM三動弁によるM自動空気ブレーキ、台車はアメリカ・ボールドウィン社の設計をコピーした国産のイコライザー台車（リベット組立構造）を用いた。これらのスペックは、日本の狭軌路線用電車では、1928年の時点で最大最強と言えた。
もっとも、先行した新京阪鉄道P-6形電車が、長大編成を想定して、ブレーキに高級なU自在弁装備のUブレーキを奢っていたのに対し、一般的で廉価なMブレーキに留めたことは、本形式に思いがけない事故をもたらす結果となった。
本形式新造直後となる1929年の花見シーズンは、久米寺延長線開業とこれに伴う吉野鉄道乗り入れ開始によって、大阪鉄道に未曾有の観桜客をもたらした。これに対処すべく、同社は新造間もない本形式の6両編成運行を行った。ところが、応答特性その他の制約から本来5連が限界のM三動弁装備車での6連運行が災いし、帰路につく満員の観桜客を乗せた本形式6両による直通列車は、二上山－上ノ太子間の勾配区間でブレーキの緩解不良で暴走、M弁の弱点であった常用ブレーキの多用直後に非常ブレーキが作用しない場合がある、という不具合から非常ブレーキで停止できず列車衝突事故を引き起こした。
これは、久米寺延長線の開業と吉野鉄道直通の実現、それに日本初の20m級大型電車の輸送力を花見客輸送でアピールしようと企図していた大阪鉄道にとって、非常な痛恨事であったのみならず、監督官庁である鉄道省や、同様の大型電車導入を検討していた当時の関西私鉄各社にも大きな衝撃を与えた。
この結果、本形式を含むM弁搭載車の6連運用は、これ以後は事実上禁止され、本形式については最長4連で運行されるようになった。また、当時6連以上の長大編成で電車運転を計画していた各社はブレーキ装置に、高性能だが複雑かつ高価なU自在弁を導入することを強いられるようになった。
この問題の解消は、M弁に電磁弁を付加してMEブレーキ化する事でも一応は解決可能であったが、M弁が持つ、基本構造上の制約や問題点は解消されず、またその改造コストが無視できなかったため、最終的にM弁とU弁の中間の性能を備えるA動作弁が鉄道省の主導により日本エヤーブレーキ社で開発され、1930年代後半以降に電車用ブレーキとして一般化するのを待つ必要があった。

## 運用
予定通り大阪から吉野への直通電車に投入され、全区間を2時間弱で結んだ。後に急行運転を開始し、所要時間を1時間39分へ短縮している。
しかし乗客数が増加して混雑が増したことから、1938年から1939年にはロングシート化改造がなされた。そして1940年に橿原神宮で催された「紀元2600年記念行事」の際は、その大型車の輸送力を存分に発揮した特急運転も行っている。
1943年に大鉄は関西急行鉄道（関急）へ合併され、その際にデニ501形はモ6601形、フィ601形はク6671形、デホニ551形はモニ6651形、デホユ661形はモユ6661形へと、それぞれ形式番号の変更がなされた。
60両と過剰に増備されたことから、戦後の混乱期に至るまで南大阪線系統にはデニ500形以降の車両増備が為されず、これら大鉄20m車グループは、1950年に戦後初の新車6801系（初代、のち6411系）が増備された後も常に主力として運用された。
南大阪線での混雑が増すにつれ、2扉であった車体扉数を3扉に増設する工事が1951年に実施されている。その後もその両数と収容力の大きな大型の車体を利して同線で主力として運用されたが、6000系などの後継車両登場と老朽化に伴い、晩年は道明寺線など支線のみの運行に追いやられ、1975年までに全車が運用を離脱した。